# فهرست شهرهای آسیا
فهرست شهرهای کشورهای آسیا
| - فهرست شهرهای اردن - فهرست شهرداری‌های ارمنستان - فهرست شهرهای ازبکستان - فهرست شهرهای فلسطین - فهرست شهرهای افغانستان - فهرست شهرهای امارات متحده عربی - فهرست شهرهای اندونزی - فهرست شهرهای ایران - فهرست شهرهای بحرین - فهرست شهرهای برونئی - فهرست شهرهای بنگلادش - فهرست شهرهای بوتان - فهرست شهرهای برمه - فهرست شهرهای پاکستان - فهرست شهرهای تاجیکستان - فهرست شهرهای تایلند - فهرست شهرهای ترکمنستان - فهرست شهرهای ترکیه - فهرست شهرهای تیمور شرقی - فهرست شهرهای جمهوری آذربایجان - فهرست شهرهای تایوان - فهرست شهرهای چین - فهرست شهرهای روسیه - فهرست شهرهای ژاپن - فهرست شهرهای سری لانکا | - فهرست شهرهای سنگاپور - فهرست شهرهای سوریه - فهرست شهرهای عراق - فهرست شهرهای عربستان سعودی - فهرست شهرهای عمان - فهرست شهرهای فیلیپین - فهرست شهرهای قبرس - فهرست شهرهای قرقیزستان - فهرست شهرهای قزاقستان - فهرست شهرهای قطر - فهرست شهرهای کامبوج - فهرست شهرهای کره جنوبی - فهرست شهرهای کره شمالی - فهرست شهرهای کویت - فهرست شهرهای گرجستان - فهرست شهرهای لائوس - فهرست شهرهای لبنان - فهرست شهرهای مالدیو - فهرست شهرهای مالزی - فهرست شهرهای مصر - فهرست شهرهای مغولستان - فهرست شهرهای نپال - فهرست شهرهای هند - فهرست شهرهای ویتنام - فهرست شهرهای یمن |